# Krolf
Krolf er en sport, der består af en blanding af kroket og golf. 

## Historie
Den variation, der spilles i Danmark, er opfundet af Frits Oswald Henriksen (23. oktober 1929 – 16. december 2008) på en ferie ved Hjörnared Sjöen i 1973, og dengang var det et 1-huls spil uden navn.
I 1981 blev spillet taget med hjem til Nørre Aaby, og der blev anlagt en 12-hullers bane i anlægget ved Æblehaven.
Op igennem 1980'erne kom flere og flere i kontakt med krolf, og i 1989 blev der inviteret til det første uofficielle VM i krolf af Frits' svigersøn Joel Napadow. Peter L. Christensen, Ødis Kroge. Siden er der spillet om VM-titlen hvert år.
I 1993 blev der lavet en uofficiel holdturmering og spillet spredte sig langsomt op igennem 90'erne, for at accelerere, da der blev taget hul på det nye årtusinde.
I 2004 blev Dansk Krolf Union stiftet, og krolf blev hermed officielt organiseret.
Dansk Arbejder Idrætsforbund har i flere år haft krolf som en aktivitet og i 2015 godkendte Danmarks Idrætsforbund/DIF, at DAI kunne afvikle de officielle Danmarksmesterskaber i Krolf, individuelt for damer og herrer samt for hold.

## Målgruppe
Spillet er især populært blandt folk på 60+ år, men det er i bund og grund et familiespil, hvor alle kan være med. Populært sagt fra man kan gå til man ikke kan gå.

## Udstyr
Udstyret til krolf består af en art kroketkøller og -kugler, og det er for det meste speciallavet krolfudstyr med nylonhoved og aluminiumsskaft. Dertil bruges en græsbane med huller som i golf. En krolfbane har 12 huller og spillet spilles med 2 til 6 spillere, hvilket gør spillet hyggeligt og socialt.
Verner Mikkelsen Nielsen, Skive, var den første der fandt på den konstruktion af krolfudstyr, der bruges i dag. Det skete i 1989, da han stillede op til det første VM. Verner var også med på ferien tilbage i 1973, da Frits og Verner var gift med hver sin søster, så mon ikke Verner også har haft en finger med i spillets opfindelse.
Fra starten i 1973 til 1985 blev der udelukkende spillet med træ-køller og -kugler. ca. 1985 til 1988 blev der ekperimenteret med kunststofkøller, men konstruktionen var for besværlig.
Da Verners ganske enkle konstruktion først var set, blev den kopieret og ændret en ganske lille smule til de nu kendte krolfkøller.
Der måtte spilles med træ-kugler til starten af 90'erne, men så kunne man få nylon- og andre kunsstofkugler, som kunne holde til den ret hårde belastning.